# Dunai galóca
A dunai galóca (Hucho hucho) a sugarasúszójú halak (Actinopterygii) osztályának lazacalakúak (Salmoniformes) rendjébe, ezen belül a lazacfélék (Salmonidae) családjába tartozó faj.

## Előfordulása
A dunai galóca korábban csak a Duna felső és középső szakaszának vízgyűjtő területén, különösen magában a Dunában és a jobb oldali mellékfolyóiban élt, napjainkban a Rajnába és a Rhône vizébe is betelepítették. Magyarországon a Duna és a Tisza felső szakaszán, valamint a Dráva-Mura vízrendszerében fordul elő, de nagy állományai itt sincsenek. Fokozottan védett halfaj, természetvédelmi értéke 100 000 Ft.

## Megjelenése
Kifejlett egyedeinek testhossza 60-120 centiméter, mely ritka esetekben 150-200 centiméterhez is közelíthet. Testtömege a 30 kilogrammot is elérheti, sőt 50 kilogrammos óriás egyedeiről is van említés. Nyúlánk, áramvonalas testű, a feje jelentősen hosszabb a testének  magasságánál. Feje nagy, lapított, szájnyílása széles. Az ekecsont fogazottsága: a lemez hátulsó szegélyén 4-8 kampós fog ül egyszerű keresztsávban, a nyél fogatlan. A hát- és farokúszó között nagy zsírúszó van. Testét közel egyforma nagyságú pikkelyek borítják, melyek nagyon kicsinyek, 180-200 darab van az oldalvonal mentén, és további 23-27 a zsírúszó és az oldalvonal között (beleértve az oldalvonal pikkelyeit is). Az első kopoltyúíven 16 kopoltyútüske van. Háta barnás vagy zöldesszürke, oldalai világosabbak, vörhenyes „rézfénnyel” a hasa fehéres. A fején feketés, kerek pettyek és kisebb pontok láthatók, amelyek egy része félhold alakú. A jól táplált példányok húsa piros, a rosszul tápláltaké ellenben fehéres színű.

## Életmódja
A dunai galóca oxigéndús, hideg, gyors folyású vizek lakója. Fiatal korában zooplanktonnal táplálkozik, majd később lárvákkal és gerincesekkel és kisebb halakat is fogyaszt. A kifejlett példányai falánk ragadozóvá válnak és lesből a balinhoz hasonló módon rárabol a kisebb halakra. Nagy oxigénigényének megfelelően a folyók felsőbb szakaszain, a kövezések mögött képződő visszaforgókban, a kanyarulatokat követő öblökben, a szigetek, és a kavicspadok mögött egyesülő vízfolyásokban tartózkodik.

## Szaporodása
Területvédőfaj, azaz egy bizonyos területet véd és ott éli le életét. Március-áprilisban a nőstény az erős sodrású helyeken rakja le testkilogrammonként körülbelül 1000 ikráját. A kelési idő körülbelül 35 nap. Az ívás idején a hímek élénkebb színt vesznek fel, mint a nőstények.